# Verwaltungsprozessrecht (Deutschland)
Als Verwaltungsprozessrecht wird in Deutschland ein Rechtsgebiet bezeichnet, das sich mit dem Gerichtsverfahren vor den Verwaltungsgerichten befasst. Es ist größtenteils in der Verwaltungsgerichtsordnung (VwGO) geregelt, die in fünf Teile gegliedert ist. Die VwGO stellt allerdings lediglich eine partielle Regelung dar. Soweit in ihr keine Bestimmungen getroffen sind, wird das Verfahren im Übrigen gemäß § 173 VwGO durch das Gerichtsverfassungsgesetz (GVG) und die Zivilprozessordnung (ZPO) geregelt.

## Gerichtsverfassung
Teil I der VwGO enthält Bestimmungen über Zuständigkeit und Besetzung der Verwaltungsgerichte und regelt damit die Gerichtsverfassung. Diese Regeln werden durch die subsidiär anwendbaren Vorschriften des GVG ergänzt.
§ 1 VwGO betont etwas heute Selbstverständliches, das jedoch historisch damit erklärbar ist, dass die Überprüfung von Verwaltungsentscheidungen lange Zeit allein der Verwaltung selbst überlassen war:
Die Verwaltungsgerichtsbarkeit wird durch unabhängige, von den Verwaltungsbehörden getrennte Gerichte ausgeübt.
Die Vorschrift gewährleistet Rechtsschutz vor Gerichten durch eine von den übrigen Staatsgewalten unabhängige rechtsprechende Gewalt. Sie stellt damit eine einfachgesetzliche Ausprägung der Garantie des effektiven Rechtsschutzes des Art. 19 des Grundgesetzes (GG) dar, wonach dem Bürger gegen staatliches Handeln, dass in dessen Rechte eingreift, ein zumutbarer Rechtsweg offenstehen muss. Ferner setzt Art. 95 Absatz 1 GG die Existenz der Verwaltungsgerichtsbarkeit als eigenständige Gerichtsbarkeit voraus.

### Aufbau der Verwaltungsgerichtsbarkeit

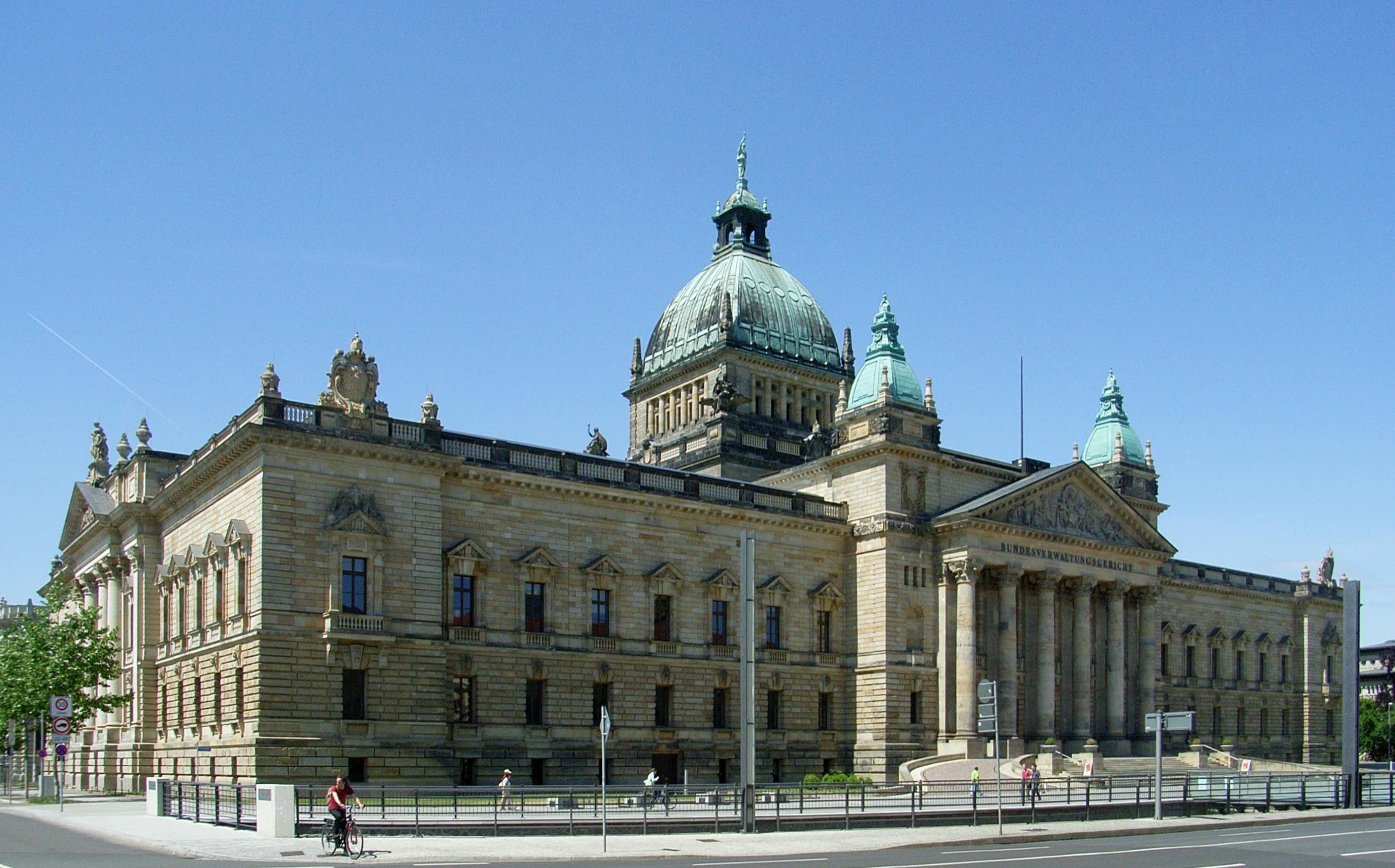
Sitz des Bundesverwaltungsgerichts in Leipzig

Gemäß § 2 VwGO ist die Verwaltungsgerichtsbarkeit in mehrere Stufen gegliedert. Auf der ersten Stufe stehen die Verwaltungsgerichte, die regelmäßig die erste Instanz für Rechtsstreitigkeiten darstellen. Auf der zweiten Stufe folgen die Oberverwaltungsgerichte, von denen in jedem Bundesland eines existiert. Bei beiden Gerichtstypen handelt es sich um Gerichte der Länder. In einigen Bundesländern werden die Oberverwaltungsgerichte aus historischen Gründen als Verwaltungsgerichtshöfe bezeichnet. Auf der letzten Stufe steht das Bundesverwaltungsgericht (BVerwG) als eines der fünf obersten Gerichtshöfe des Bundes. Es hat seinen Sitz in Leipzig im ehemaligen Gebäude des Reichsgerichts.
Gemäß § 5 VwGO bildet das Verwaltungsgericht zur Bearbeitung von Rechtsstreitigkeiten Kammern, die aus drei Berufs- und zwei ehrenamtlichen Richtern bestehen. Streitigkeiten von geringer Komplexität soll eine Kammer gemäß § 6 VwGO einem Einzelrichter zur Entscheidung übertragen. Das Oberverwaltungsgericht besteht gemäß § 9 VwGO aus Senaten, die mit mindestens drei Berufsrichtern besetzt sind, in manchen Ländern zusätzlich mit zwei hauptberuflichen oder ehrenamtlichen Richtern. Auch beim Bundesverwaltungsgericht bestehen Senate. Diese sind gemäß § 10 VwGO mit fünf Berufsrichtern besetzt.

### Rechtsstellung der Verwaltungsrichter
Der Verwaltungsrichter ist gemäß Art. 97 GG unabhängig. Daher ist er nicht an Weisungen anderer Hoheitsträger gebunden. Gemäß § 15 VwGO wird ein Verwaltungsrichter grundsätzlich auf Lebenszeit und hauptamtlich ernannt. Ausnahmen hiervon stellen der Richter im Nebenamt (§ 16 VwGO) sowie Richter auf Probe kraft Auftrags oder auf Zeit dar, die lediglich ausgewählte Aufgaben im Gericht wahrnehmen dürfen (§ 17 VwGO). Sonderregelungen gelten ebenfalls für den ehrenamtlichen Richter (§ 19–§ 34 VwGO).

### Vertreter des öffentlichen Interesses
Als Besonderheit des Verwaltungsprozesses gibt es beim BVerwG gemäß § 35 VwGO einen Vertreter des öffentlichen Interesses, der beim Bundesministerium des Innern „eingerichtet“ ist. Auch für die Verwaltungs- und Oberverwaltungsgerichte können Vertreter des öffentlichen Interesses durch Landesrecht bestimmt werden, § 36 VwGO. Dieser kann das Land oder Landesbehörden im Prozess vertreten. Ein solcher Vertreter existiert in Bayern, Mecklenburg-Vorpommern, Nordrhein-Westfalen, Rheinland-Pfalz und Thüringen.

## Allgemeine Zulässigkeitsvoraussetzungen eines verwaltungsgerichtlichen Rechtsbehelfs
Die VwGO regelt zahlreiche Rechtsbehelfe. Damit ein solcher Erfolg haben kann, muss er zulässig sein. Bezüglich ihrer Zulässigkeitsvoraussetzungen weisen die Rechtsbehelfe einige Parallelen auf.

### Schematische Darstellung der allgemeinen Zulässigkeitsvoraussetzungen
Im Folgenden sind die allgemeinen Voraussetzungen der Zulässigkeit eines verwaltungsgerichtlichen Rechtsbehelfs unter Angabe der entsprechenden Vorschriften des Prozessrechts genannt:
1. Deutsche Gerichtsbarkeit.
2. Eröffnung des Verwaltungsrechtswegs.
3. Örtliche, sachliche und instanzielle Zuständigkeit des Gerichts, § 45–§ 53 VwGO.
4. Statthafte Rechtsschutzform.
5. Klagebefugnis, § 42 Absatz 2 und § 47 Absatz 2 Satz 1 VwGO.
6. Beteiligten-, Prozess- und Postulationsfähigkeit, § 61, § 62 und § 67 VwGO.
7. Ordnungsgemäße Klageerhebung, § 81, § 82 VwGO.
8. Keine anderweitige Rechtshängigkeit, § 17 Absatz 1 Satz 2 GVG.
9. Allgemeines Rechtsschutzbedürfnis.

### Zugang zur deutschen Gerichtsbarkeit
Für Sachverhalte, an denen deutsche Behörden beteiligt sind, ist im Regelfall die deutschen Gerichtsbarkeit zuständig. Anders verhält es sich hingegen, falls eine diplomatische Mission (§ 18 GVG) oder eine konsularische Vertretung (§ 19 GVG) beteiligt ist. Diese unterliegen wegen ihrer völkerrechtlichen Exterritorialität nicht der deutschen Gerichtsbarkeit.
Der Gerichtsbarkeit sind weiterhin Abhörmaßnahmen nach dem Artikel-10-Gesetz entzogen sowie Ergebnisse eines Untersuchungsausschusses (Art. 44 Absatz 4 Satz 1 GG) und Äußerungen eines Bundestagsabgeordneten, die durch dessen Indemnität geschützt werden (Art. 46 Absatz 1 GG).

### Eröffnung des Verwaltungsrechtswegs
Damit die Verwaltungsgerichtsbarkeit über einen Rechtsstreit entscheiden kann, muss der Verwaltungsrechtsweg für diesen eröffnet sein.

#### Aufdrängende Sonderzuweisung
Die Eröffnung des Verwaltungsrechtswegs kann sich aus einer aufdrängenden Sonderzuweisung ergeben. Hierbei handelt es sich um eine Spezialregelung, die bestimmte Streitgegenstände ausdrücklich den Verwaltungsgerichten zuweist. Solche finden sich beispielsweise im Beamtenrecht, etwa in § 126 Absatz 1 des Bundesbeamtengesetzes und § 54 Absatz 1 des Beamtenstatusgesetzes. Diese Normen weisen Streitigkeiten aus Beamtenverhältnissen den Verwaltungsgerichten zu. Weitere Sonderzuweisungen stellen § 6 Absatz 1 des Umweltinformationsgesetzes und § 9 Absatz 4 des Informationsfreiheitsgesetzes dar, die sich auf Auskunftsansprüche gegen Behörden beziehen.

#### Generalklausel § 40 Absatz 1 Satz 1 VwGO
Existiert keine aufdrängende Sonderzuweisung, richtet sich die Eröffnung des Verwaltungsrechtswegs nach der Generalklausel des § 40 Absatz 1 Satz 1 VwGO. Hiernach ist der Weg zur Verwaltungsgerichtsbarkeit gegeben, falls es sich beim Streitfall um eine öffentlich-rechtliche Streitigkeit nichtverfassungsrechtlicher Art handelt.
Eine öffentlich-rechtliche Streitigkeit zeichnet sich dadurch aus, dass die streitentscheidende Norm dem öffentlichen Recht angehört. Streitentscheidend ist die Norm, um deren unmittelbare Rechtsfolge gestritten wird. Diese ist nach der in der Rechtswissenschaft vorherrschenden Sonderrechtstheorie öffentlich-rechtlich, falls sie ausschließlich einen Träger öffentlicher Gewalt in dessen hoheitlicher Funktion berechtigt oder verpflichtet. So verhält es sich beispielsweise bei Befugnisnormen des Polizeirechts, die allein den Polizeibehörden erlauben, in die Rechte anderer einzugreifen.
Nichtverfassungsrechtlich ist eine Streitigkeit, bei der keine doppelte Verfassungsunmittelbarkeit besteht. An dieser Negativvoraussetzung fehlt es, falls sich Verfassungsorgane über Rechte und Pflichten aus der Verfassung streiten. Dies trifft beispielsweise auf einen innerparlamentarischen Streit über Abgeordnetenrechte zu. Ein solcher Streit fällt in die Zuständigkeit der Verfassungsgerichtsbarkeit.
Praktische Probleme wirft die Beurteilung einer Streitigkeit als öffentlich-rechtlich auf, die nicht unmittelbar auf der Anwendung einer Rechtsnorm beruht oder die sowohl auf privatrechtliche als auch auf öffentlich-rechtliche Normen gestützt werden kann. Dies betrifft insbesondere den Bereich der Leistungsverwaltung sowie Realakte. In solchen Fällen kann sich die Eröffnung des Verwaltungsrechtswegs aus dem Sachzusammenhang oder der Zwecksetzung des Staatshandelns ergeben. So stellt beispielsweise eine Äußerung eines Amtsträgers eine öffentlich-rechtliche Streitigkeit dar, falls sie in einem hoheitlich geprägten Kontext fällt. Ein Hausverbot für eine öffentliche Einrichtung begründet eine öffentlich-rechtliche Streitigkeit, falls es dazu dient, den öffentlichen Funktionszweck der Einrichtung zu erhalten. Für die Einordnung von Subventionen und den Zugang zu öffentlichen Einrichtungen wurde die Zweistufentheorie entwickelt, wonach die Entscheidung über die Bewilligung stets öffentlich-rechtlich ist, die Ausgestaltung der Bewilligung hingegen sowohl öffentlich-rechtlich als auch privatrechtlich sein kann.
Schließlich darf der Streit keinem anderem Rechtsweg gesetzlich zugewiesen sein. Eine derartige abdrängende Sonderzuweisung enthält beispielsweise § 40 Absatz 2 VwGO für Enteignungsentschädigungen und für Ansprüche aus Amtshaftung. Diese fallen aus historischen Gründen in die Zuständigkeit der ordentlichen Gerichte. Gleiches gilt gemäß § 23 Absatz 1 Satz 1 des Einführungsgesetzes zum Gerichtsverfassungsgesetz für Streitigkeiten über strafrechtliche Ermittlungsmaßnahmen. Weitere abdrängende Sonderzuweisungen enthalten § 33 der Finanzgerichtsordnung und § 51 des Sozialgerichtsgesetzes, die bestimmte öffentlich-rechtliche Streitigkeiten der Finanz- und der Sozialgerichtsbarkeit zuweisen.

### Zuständigkeit des Gerichts
Die örtliche und sachliche Zuständigkeit der Verwaltungsgerichte ist in § 45–§ 53 VwGO geregelt. Sie entspricht dem Aufbau der Verwaltungsgerichtsbarkeit.
Die örtliche Zuständigkeit richtet sich nach § 52 VwGO in Verbindung mit den jeweiligen Ausführungsgesetzen der Länder.
Die sachliche Zuständigkeit bestimmt, welches Gericht – also Verwaltungsgericht, Oberverwaltungsgericht oder Bundesverwaltungsgericht – für eine Streitigkeit in erster Instanz zuständig ist. Gemäß § 45 VwGO ist dies grundsätzlich das Verwaltungsgericht. Das Oberverwaltungsgericht stellt gemäß § 47 VwGO im Normenkontrollverfahren sowie gemäß § 48 VwGO bei ausgewählten Großvorhaben und bei Vereinsverboten einer Landesbehörde die Eingangsinstanz dar. Weiterhin ist es gemäß § 46 VwGO für Rechtsmittel gegen Entscheidungen des Verwaltungsgerichts zuständig. Für bestimmte Verfahren, etwa Vereinsverbote des Innenministers, stellt das Bundesverwaltungsgericht die erste Instanz dar. Zudem ist es gemäß § 49 VwGO für die Bearbeitung von Revisionen zuständig.
Die Wahl eines falschen Rechtswegs sowie die Unzuständigkeit eines Gerichts führen allerdings gemäß § 17a Absatz 1 GVG nicht zur Klageabweisung, sondern zur Zuweisung zu dem zuständigen Gericht von Amts wegen. Diese Zuweisung ist für das Gericht, dem der Streit zugewiesen wird, bindend.

### Statthafte Rechtsschutzform
Die VwGO normiert unterschiedliche Rechtsschutzformen. Welche im Einzelfall statthaft ist, richtet sich gemäß § 88 VwGO nach dem Begehren des Klägers.

### Klagebefugnis
Gemäß § 42 Absatz 2 VwGO muss der Kläger in seiner Klage geltend machen, durch die Maßnahme, die er gerichtlich angreift, in seinen Rechten verletzt zu sein. Diese Voraussetzung dient der Vermeidung von Popularklagen: Der verwaltungsgerichtliche Rechtsschutz bezweckt vorrangig den Schutz subjektiver Rechte, nicht hingegen eine allgemeine Rechtmäßigkeitskontrolle. Daher soll lediglich derjenige eine Maßnahme gerichtlich angreifen können, der durch diese möglicherweise in eigenen Rechten verletzt ist.
Ihrer systematischen Stellung nach bezieht sich die Voraussetzung der Klagebefugnis lediglich auf bestimmte Klagearten. Nach überwiegender Auffassung in der Rechtswissenschaft wird sie jedoch als allgemeines Prinzip des Verwaltungsprozessrechts auf andere Rechtsschutzformen übertragen.
Die Klagebefugnis besteht nach der vorherrschenden Möglichkeitstheorie, falls der Kläger schlüssig darlegt, dass er in eigenen Rechten verletzt ist. Dies muss zumindest möglich erscheinen, darf also nicht offensichtlich ausgeschlossen sein. Welche Anforderungen im Detail an die Klagebefugnis bestehen, richtet sich nach der jeweiligen Rechtsschutzform.

### Beteiligten-, Prozess- und Postulationsfähigkeit
Potentielle Verfahrensbeteiligte sind gemäß § 63 VwGO der Kläger, der Beklagte, der Beigeladene und der Vertreter des öffentlichen Interesses. Zu einem Prozess kann gemäß § 65 Absatz 1 VwGO beigeladen werden, wessen Rechte durch die Entscheidung berührt werden können. Eine Beiladung ist gemäß § 65 Absatz 2 VwGO notwendig, falls die Entscheidung gegenüber ihnen einheitlich ergehen muss. Dies trifft beispielsweise zu, falls sich ein Bauherr und dessen Nachbar gemeinsam mit der Baubehörde über die Rechtmäßigkeit einer Baugenehmigung streiten.
Gemäß § 121 VwGO bindet die gerichtliche Entscheidung alle Beteiligten.
Die Zulässigkeit der Klage setzt voraus, dass die Beteiligten beteiligtenfähig sind. Gemäß § 61 VwGO sind dies natürliche und juristische Personen sowie Vereinigungen, soweit ihnen ein Recht zustehen kann. Hiernach sind beispielsweise eine Gesellschaft bürgerlichen Rechts und ein Personalrat beteiligtenfähig. Die Länder können ferner durch Landesrecht bestimmen, dass Behörden beteiligtenfähig sind. Dies ist umfassend in Brandenburg, Mecklenburg-Vorpommern, Nordrhein-Westfalen und Saarland geschehen, beschränkt in Niedersachsen, Sachsen-Anhalt, Schleswig-Holstein und Rheinland-Pfalz. Nicht beteiligungsfähig sind Tiere.
Prozessfähig ist, wer Prozesshandlungen vornehmen kann. Dies trifft gemäß § 62 Absatz 1 VwGO auf Geschäftsfähige sowie beschränkt Geschäftsfähige zu, die für den Verfahrensgegenstand als geschäftsfähig anerkannt sind. Personenvereinigungen werden gemäß § 62 Absatz 3 VwGO durch ihren gesetzlichen Vertreter vertreten. Für eine Gemeinde ist dies etwa der Bürgermeister. Fehlt es einem Beteiligten an der Prozessfähigkeit, muss er sich durch einen prozessfähigen Vertreter vertreten lassen.
Bei der Postulationsfähigkeit handelt es sich gemäß § 67 Absatz 1 VwGO um das Recht, einen Rechtsstreit selbst zu führen. Vor dem Verwaltungsgericht stimmen Postulations- und Prozessfähigkeit überein. Vor dem Ober- und dem Bundesverwaltungsgericht müssen sich die Beteiligten hingegen gemäß § 67 Absatz 4 Satz 1 VwGO durch Prozessbevollmächtigte vertreten lassen.

### Ordnungsgemäße Klageerhebung
Gemäß § 81 Absatz 1 VwGO muss eine Klage schriftlich oder zur Niederschrift des Urkundsbeamten der Geschäftsstelle des Gerichts erhoben werden. Gemäß § 82 Absatz 1 VwGO muss sie den Kläger, den Beklagten und den Gegenstand des Klagebegehrens nennen. Weiterhin soll sie einen Antrag und eine Begründung enthalten.

### Allgemeines Rechtsschutzbedürfnis
Das allgemeine Rechtsschutzbedürfnis besteht, falls der Kläger ein berechtigtes Interesse an einer gerichtlichen Entscheidung hat. Hierbei handelt es sich um eine ungeschriebene Prozessvoraussetzung. Sein Vorliegen wird durch das Vorliegen der Klagebefugnis indiziert. Es entfällt, falls der Kläger sein Ziel auf anderem Weg leichter erreichen kann, sich die Klage hierzu nicht eignet oder die Klage rechtsmissbräuchlich erscheint. Schließlich kann das Klagerecht durch Zeitablauf verwirkt werden. Von praktischer Bedeutung ist dies bei Nachbarstreitigkeiten im öffentlichen Baurecht.

### Richtiger Klagegegner
§ 78 Absatz 1 Nummer 1 VwGO bestimmt, dass eine Klage grundsätzlich gegen den Rechtsträger der Behörde zu richten ist, um deren Verhalten gestritten wird, also gegen eine juristische Person des öffentlichen Rechts.
Umstritten ist in der Rechtswissenschaft, wie der Regelungsinhalt des § 78 Absatz 1 Nummer 1 VwGO prozessrechtlich zu deuten ist. Nach einer insbesondere von der Rechtsprechung vertretenen Auffassung regelt § 78 Absatz 1 Nummer 1 VwGO die Passivlegitimation, mithin eine Frage der Begründetheit eines Rechtsbehelfs. Nach dieser Auffassung kommt jedoch eine Klageabweisung bereits als unzulässig in Betracht, wenn statt der in manchen Bundesländern zu verklagenden Behörde der deren Rechtsträger in Anspruch genommen wird und die Beklagtenbezeichnung auch auf Hinweis des Gerichts (§ 82 Absatz 2 VwGO) nicht geändert wird. Im umgekehrten Fall, in dem anstatt des zu verklagenden Rechtsträgers die Behörde verklagt wird, kann die Klage nicht unzulässig sein, weil § 78 Absatz 1 Nummer 1 VwGO die Angabe nur der Behörde statt des Rechtsträgers ausdrücklich genügen lässt. Nach überwiegender Auffassung in der Rechtslehre trifft § 78 Absatz 1 Nummer 1 VwGO hingegen keine Aussage zur Passivlegitimation, sondern zur passiven Prozessführungsbefugnis, die eine Zulässigkeitsvoraussetzung darstellt.

## Klagearten
Die VwGO normiert mehrere Klagearten, die sich den auch in anderen Prozessordnungen vorhandenen Kategorien der Gestaltungs-, Leistungs und Feststellungsklagen zuordnen lassen.
Durch objektive Klagehäufung gemäß § 44 VwGO können mehrere Klagebegehren, auch solche verschiedener Art, zusammengefasst werden, soweit sie der Sache nach denselben Beklagten betreffen, ein Sachzusammenhang besteht und auch dasselbe Gericht jeweils in den betreffenden Sachen zuständig ist.

### Anfechtungsklage
Die Anfechtungsklage nach § 42 Absatz 1 Alternative 1 VwGO richtet sich auf die Aufhebung eines Verwaltungsakts. Daher handelt es sich um eine Gestaltungsklage.
Die Klagebefugnis einer Person, an die ein belastender Verwaltungsakt adressiert ist, ergibt sich nach der Adressatentheorie im Regelfall bereits aus der Adressierung, da hierdurch in das Grundrecht auf allgemeine Handlungsfreiheit (Art. 2 Absatz 1 GG) eingegriffen wird. Ist der Kläger kein Adressat, ist er klagebefugt, falls der Verwaltungsakt möglicherweise eine Rechtsnorm verletzt, die dem Schutz des Klägers dient.
Die Anfechtungsklage ist gemäß § 113 Absatz 1 Satz 1 VwGO begründet, wenn der angegriffene Verwaltungsakt rechtswidrig ist und den Kläger in dessen Rechten verletzt. Den maßgeblichen Beurteilungszeitpunkt stellt grundsätzlich der Zeitpunkt der letzten Behördenentscheidung dar. Sofern ein Widerspruchsbescheid erging, stellt dessen Erlass den maßgeblichen Zeitpunkt dar, andernfalls der des Verwaltungsakts.
Ist die Klage zulässig und begründet, hebt das Gericht den Verwaltungsakt auf. Wurde der Verwaltungsakt bereits vollzogen, kann der Kläger gemäß § 113 Absatz 1 Satz 2 VwGO als Annex zur Anfechtungsklage beantragen, dass die Folgen des Vollzugs beseitigt werden. Hiermit kann beispielsweise verlangt werden, dass die infolge einer erfolgreich angefochtenen Sicherstellung erlangte Sache an den Kläger herausgegeben wird.

### Verpflichtungsklage
Die Verpflichtungsklage nach § 42 Absatz 1 Alternative 2 VwGO richtet sich auf den Erlass eines Verwaltungsakts. Sie stellt damit eine Leistungsklage dar.
Die Verpflichtungsklage ist gemäß § 113 Absatz 5 VwGO begründet, falls der Kläger einen Anspruch auf Erlass des Verwaltungsakts hat. Maßgeblich ist die Rechtslage im Zeitpunkt der letzten mündlichen Verhandlung.
Welche Folgen das Bestehen des Anspruchs hat, richtet sich danach, ob die Streitsache spruchreif ist. Dies trifft zu, falls im Prozess geklärt ist, dass alle Voraussetzungen zum Erlass des Verwaltungsakts vorliegen. In diesem Fall verpflichtet das Gericht den Beklagten zum Erlass des Verwaltungsakt durch Vornahmeurteil. Andernfalls ergeht ein Bescheidungsurteil, das den Beklagten dazu verpflichtet, über den Erlass des Verwaltungsakts unter Berücksichtigung der Auffassung des Gerichts zu entscheiden.

### Feststellungsklage
Die Feststellungsklage nach § 43 VwGO dient dazu, das Bestehen oder Nichtbestehen eines Rechtsverhältnisses feststellen zu lassen. Zudem kann mit ihr festgestellt werden, ob ein Verwaltungsakt nichtig ist. Bei einem Rechtsverhältnis handelt es sich um eine rechtliche Beziehung, die sich aus der Anwendung öffentlich-rechtlicher Normen auf einen Sachverhalt ergibt. Häufig dient eine Feststellungsklage dazu, festzustellen, ob ein Vorhaben genehmigungspflichtig ist, etwa der Betrieb eines Gewerbes.
Die Zulässigkeit einer Feststellungsklage setzt voraus, dass der Kläger ein rechtliches Interesse an der gerichtlichen Feststellung hat. Ein hinreichendes Feststellungsinteresse besteht, falls der Kläger ein rechtliches, wirtschaftliches oder ideelles Interesse an der Feststellung hat.
Die Feststellungsklage ist begründet, falls das Begehren des Klägers rechtlich zutrifft.
Die Feststellungsklage ist gemäß § 43 Absatz 2 VwGO gegenüber anderen Klagearten subsidiär, da ein Feststellungsurteil keinen vollstreckbaren Titel darstellt. Daher fehlt es dem Kläger in Bezug auf die Feststellungsklage am Rechtsschutzbedürfnis, falls er sein Ziel mit anderen Klagearten erreichen kann.

### Fortsetzungsfeststellungsklage
Mit der Fortsetzungsfeststellungsklage nach § 113 Absatz 1 Satz 4 VwGO bezweckt der Kläger wie bei der Anfechtungsklage die Überprüfung eines Verwaltungsakts auf seine Rechtmäßigkeit hin. Sie ist statthaft, falls sich der Verwaltungsakt während eines Gerichtsprozesses erledigt. Hierdurch fällt das Rechtsschutzbedürfnis der Anfechtungsklage fort, sodass diese unzulässig wird. Der Kläger kann den Rechtsstreit für erledigt erklären oder sein ursprüngliches Klagebegehren im Prozess weiter verfolgen, indem er seine Klage zu einer Fortsetzungsfeststellungsklage umstellt. Mit dieser kann er feststellen lassen, dass der angegriffene Verwaltungsakt rechtswidrig war und ihn in seinen Rechten verletzte. Hierdurch kann er die Früchte seiner Prozessführung erhalten.
Die Zulässigkeit einer Fortsetzungsfeststellungsklage setzt voraus, dass der Kläger trotz Erledigung ein berechtigtes Interesse an der Feststellung hat. Die Rechtsprechung erkennt ein solches in mehreren Fallgruppen an: Der Wiederholungsgefahr, dem Rehabilitationsinteresse, der Präjudizwirkung für einen späteren Amtshaftungsanspruch sowie einem schweren Grundrechtseingriff.
Analoge Anwendung findet die Fortsetzungsfeststellungsklage bei Erledigung vor Klageerhebung sowie bei Erledigung eines Verpflichtungsbegehrens.

### Allgemeine Leistungsklage
Die allgemeine Leistungsklage ist in der VwGO nicht ausdrücklich geregelt, wird jedoch an mehreren Stellen als existent vorausgesetzt, so etwa in § 43 Absatz 2 VwGO und § 111 VwGO. Die Leistungsklage richtet sich auf ein Handeln oder Unterlassen der Verwaltung, das keinen Verwaltungsakt darstellt. Mit ihr werden beispielsweise Ansprüche auf Unterlassung ehrenrühriger Äußerungen oder auf Auszahlung von Geld verfolgt.
Die Klage ist begründet, falls der Kläger einen Anspruch auf das begehrte Handeln oder Unterlassen hat.

### Normenkontrolle
Mit einem Antrag auf Normenkontrolle nach § 47 VwGO wird eine untergesetzliche Rechtsnorm auf ihre Rechtmäßigkeit hin überprüft. In jedem Bundesland können durch eine Normenkontrolle Satzungen nach dem Baugesetzbuch angegriffen werden, etwa Bebauungspläne. Gegen andere Normen ist sie nur statthaft, falls Landesrecht dies bestimmt.
Der Antrag ist begründet, wenn die angegriffene Norm rechtswidrig ist. Dies kann sich daraus ergeben, dass es an einer Ermächtigungsgrundlage fehlt, die Norm von einer unzuständigen Stelle erlassen wurde, verfahrensfehlerhaft zustande gekommen ist oder höherrangiges Recht verletzt wurde.

## Verfahren
Teil II der VwGO enthält Vorschriften zum Verfahren vor Gericht.

### Verfahrensprinzipien
Das verwaltungsgerichtliche Verfahren wird durch den in § 86 Absatz 1 VwGO normierten Amtsermittlungsgrundsatz beherrscht. Hierdurch unterscheidet es sich vom zivilgerichtlichen Verfahren, in dem der Beibringungsgrundsatz gilt, also die Parteien durch ihren Vortrag bestimmen, welchen Sachverhalt das Gericht seiner Entscheidung zu Grunde legt. Gemäß § 86 Absatz 3 VwGO ist das Gericht verpflichtet, die Parteien auf seine Auffassung und besondere Umstände hinzuweisen. Nur soweit die Vorschriften der Zivilprozessordnung mit dem Amtsermittlungsgrundsatz vereinbar sind, sind sie gemäß § 173 VwGO im Verwaltungsprozess entsprechend anwendbar.
Gemäß § 88, § 92 VwGO bestimmen die Parteien den Prozessstoff. Es gilt somit der Dispositionsgrundsatz.
Gemäß § 101 Absatz 1 VwGO entscheidet das Gericht grundsätzlich im Anschluss an eine mündliche Verhandlung.
Gemäß § 96  Absatz 1 Satz 1 VwGO gilt weiterhin der Unmittelbarkeitsgrundsatz.
Gemäß § 55 VwGO in Verbindung mit § 169 Satz 1 GVG findet die mündliche Verhandlung grundsätzlich öffentlich statt.

### Besonderheiten für Anfechtungs- und Verpflichtungsklage
Der achte Abschnitt der VwGO normiert mehrere Besonderheiten für die Anfechtungs- und die Verpflichtungsklage.

#### Vorverfahren
Bei Klagen, mit denen ein Verwaltungsakt angefochten oder eine Behörde zum Erlass eines Verwaltungsaktes verpflichtet werden soll, muss gemäß § 68 Absatz 1 Satz 1 VwGO zunächst ein Vorverfahren (auch: Widerspruchsverfahren) durchgeführt werden. Im Vorverfahren überprüft eine Behörde einen Verwaltungsakt auf seine Recht- und Zweckmäßigkeit. Dieses Verfahren verfolgt im Wesentlichen drei Zwecke: die Selbstkontrolle der Verwaltung, die Entlastung der Gerichte und das Bieten einer zusätzlichen Rechtsschutzmöglichkeit für den Bürger.
Das Vorverfahren wird gemäß § 69 VwGO durch die Erhebung eines Widerspruchs gegen einen Verwaltungsakt bei der Behörde eingeleitet, die diesen erlassen hat, also bei der Ausgangsbehörde. Gemäß § 80 Absatz 1 VwGO hat dies grundsätzlich aufschiebende Wirkung, hemmt also die Vollziehbarkeit des Verwaltungsakts. Begehrt der Widerspruchsführer den Erlass eines Verwaltungsakts, richtet sich der Widerspruch gegen die ablehnende Entscheidung der Behörde.
Ist der Widerspruch zulässig und begründet – die Voraussetzungen hierfür entsprechen im Wesentlichen denen der korrespondierenden Klageart –, hilft die Ausgangsbehörde diesem gemäß § 72 VwGO ab, indem sie dem Begehren des Widerspruchsführers nachkommt. Andernfalls legt sie den Widerspruch gemäß § 73 Absatz 1 Satz 2 Nummer 1 VwGO grundsätzlich einer höheren Behörde vor, die durch Widerspruchsbescheid über diesen entscheidet. Hierbei handelt es sich um einen Verwaltungsakt. In bestimmten Fällen stimmen Ausgangs- und Widerspruchsbehörde überein.
Das Widerspruchsverfahren wurde in einigen Ländern grundsätzlich abgeschafft, so etwa in Nordrhein-Westfalen, Bayern und Hessen. Die Länder bezwecken hierdurch den Abbau von Bürokratie sowie die Einsparung von Kosten.
Die verfassungsrechtliche Zulässigkeit des Vorverfahrens wurde in der Rechtswissenschaft als problematisch aufgefasst, weil damit der Bundesgesetzgeber Regelungen auch zum Verwaltungsverfahren vor Landesbehörden trifft. Diese Bedenken greifen jedoch nicht durch: Der Bundesgesetzgeber hat von seiner Gesetzgebungsbefugnis aus Art. 74 Absatz 1 Nummer 1 in Verbindung mit Art. 72 GG Gebrauch gemacht und als Annexkompetenz das Vorverfahren mitgeregelt.

#### Klagefrist
Gemäß § 74 Absatz 1 Satz 1 VwGO ist die Anfechtungsklage fristgebunden. Hiernach muss die Anfechtungsklage innerhalb eines Monats nach Zustellung des Widerspruchsbescheids erhoben werden. Ist ein Vorverfahren entbehrlich, beginnt die Frist gemäß § 74 Absatz 1 Satz 2 VwGO mit Bekanntgabe des Verwaltungsakts.
Gemäß § 74 Absatz 2 VwGO findet die Fristbindung entsprechende Anwendung auf die Verpflichtungsklage. Bedarf es eines Vorverfahrens nicht, beginnt die Frist mit Ablehnung des Antrags.

## Vorläufiger Rechtsschutz
Zusätzlich zur Erhebung einer Klage kommt in eilbedürftigen Fällen ein Antrag im vorläufigen Rechtsschutz in Frage. Dies dient der Verwirklichung der Garantie des effektiven Rechtsschutzes aus Art. 19 Absatz 4 GG. Vorläufiger Rechtsschutz kann zum einen verhindern, dass bis zur Klärung des Rechtsstreits auf dem Klageweg ein Zustand geschaffen wird, der durch ein späteres Urteil nicht korrigiert werden kann, etwa durch Vollstreckung eines Verwaltungsakts. Zum anderen ermöglicht er es, in zeitkritischen Situationen eine gerichtliche Entscheidung zu erwirken.

### Antrag nach §§ 80–80b VwGO
Ein Antrag nach § 80 Absatz 5 Satz 1 VwGO kommt in Anfechtungssituationen in Frage.
Gemäß § 80 Absatz 1 VwGO haben Widerspruch und Anfechtungsklage grundsätzlich aufschiebende Wirkung. Nach vorherrschender Auffassung in der Rechtswissenschaft hat dies zur Folge, dass der Verwaltungsakt während des Verfahrens nicht vollzogen werden kann, aus ihm also weder Rechte noch Pflichten abgeleitet werden können.
§ 80 Absatz 2 Satz 1 VwGO nennt allerdings bestimmte Fälle, in denen die aufschiebende Wirkung nicht besteht. Dies trifft zu, falls eine Behörde öffentliche Abgaben oder Kosten anfordert. Weiterhin haben Rechtsbehelfe gegen eine unaufschiebbare Anordnung oder Maßnahme eines Polizeivollzugsbeamten, etwa ein Platzverweis, keine aufschiebende Wirkung. Analoge Anwendung findet diese Regelung auf Verkehrszeichen. Weiterhin können speziellere Fachgesetze Regelungen zum Entfall der aufschiebenden Wirkung treffen. Einen praktisch besonders bedeutsamen Fall enthält beispielsweise § 212a des Baugesetzbuchs, der sich auf die Anfechtung einer Baugenehmigung bezieht. Weitere Regelungen enthalten § 54 Absatz 4 des Beamtenstatusgesetzes und § 126 Absatz 4 des Bundesbeamtengesetzes für beamtenrechtliche Streitigkeiten. Schließlich kann eine Behörde, die einen Verwaltungsakt erlässt, anordnen, dass dieser sofort vollzogen werden kann, falls ein besonderes Interesse dies gebietet.
Analoge Anwendung finden die Regelungen über den Antrag auf den faktischen Vollzug. Hierzu kommt es, falls ein Beteiligter einen Verwaltungsakt vollzieht, obwohl ein Rechtsbehelf mit aufschiebender Wirkung eingelegt wurde. In diesem Fall kann gerichtlich festgestellt werden lassen, dass aufschiebende Wirkung besteht.

#### Funktion
Besteht keine aufschiebende Wirkung, besteht aus Sicht des Klägers die Gefahr, dass der Verwaltungsakt während des Anfechtungsprozesses vollzogen wird, sodass ein Gerichtsurteil zu spät käme, um sein Interesse durchzusetzen. Daher hat er ein Interesse daran, die Vollziehbarkeit zu verhindern. Dies kann er erreichen, indem er zusätzlich zu seinem Rechtsbehelf gegen den betroffenen Verwaltungsakt gemäß § 80 Absatz 5 Satz 1 VwGO Antrag auf Anordnung oder Wiederherstellung der aufschiebenden Wirkung für seinen Rechtsbehelf stellt. Entfällt die aufschiebende Wirkung bereits kraft Gesetzes, begehrt der Antragsteller die Anordnung, andernfalls die Wiederherstellung.

#### Zulässigkeit
Statthaft ist ein Antrag nach § 80 Absatz 5 Satz 1 VwGO, falls der Antragsteller die Anfechtung eines nicht bestandskräftigen Verwaltungsakts begehrt, gegen den ein Rechtsbehelf keine aufschiebende Wirkung hat. Analog § 42 Absatz 2 VwGO ist weiterhin eine Antragsbefugnis notwendig. In Fällen des § 80 Absatz 2 Satz 1 Nummer 1 VwGO ist gemäß § 80 Absatz 6 Satz 1 VwGO weiterhin erforderlich, dass der Antragsteller vor Einlegung des Antrags erfolglos bei der Behörde beantragt hat, die Vollziehung auszusetzen.

#### Begründetheit
Ein Antrag nach § 80 Absatz 5 Satz 1 VwGO ist begründet, falls das Suspensivinteresse des Antragstellers das öffentliche Vollzugsinteresse überwiegt. Dies richtet sich nach einer Interessenabwägung, in deren Mittelpunkt die Erfolgsaussichten der Hauptsache stehen: Erweist sich der Verwaltungsakt bei summarischer Prüfung als rechtswidrig, überwiegt das Suspensivinteresse, da am Vollzug eines rechtswidrigen Verwaltungsakts kein öffentliches Interesse besteht.
Entfällt die aufschiebende Wirkung nach § 80 Absatz 2 Satz 1 Nummer 4 VwGO, weil die Behörde dies anordnet, muss diese gemäß § 80 Absatz 3 VwGO begründen, warum die sofortige Vollziehbarkeit erforderlich ist. Hierbei muss die Behörde anhand des jeweiligen Falls argumentieren; formelhafte Gründe genügen nicht.
Hat der Antrag einen Verwaltungsakt zum Gegenstand, der auf Unionsrecht beruht, kollidiert das Interesse an effektivem Rechtsschutz mit dem Interesse an der Durchsetzung des Unionsrechts. Nach der Rechtsprechung des Europäischen Gerichtshofs kann ein Verwaltungsgericht einem Antrag stattgeben, falls erhebliche Zweifel an der Rechtmäßigkeit der Norm bestehen, der Rechtsstreit dem Gerichtshof vorgelegt wird und es dem Antragsteller nicht zugemutet werden kann, auf die Entscheidung des Europäischen Gerichtshofs zu warten.

#### Verwaltungsakt mit Drittwirkung
§ 80a VwGO enthält Sonderbestimmungen, falls ein Verwaltungsakt angefochten wird, die eine Person begünstigt und eine andere belastet. Dies trifft beispielsweise auf die Baugenehmigung zu, die dem Bauherrn ein Bauvorhaben gestattet, das dessen Nachbarn beeinträchtigt. Hier kann dieser gemäß § 80 Absatz 3 Satz 1 VwGO in Verbindung mit § 80 Absatz 5 Satz 1 VwGO beantragen, dass die Anfechtung der Baugenehmigung aufschiebende Wirkung hat.

### Antrag nach § 123 VwGO
In anderen Klagesituationen kann der Kläger gemäß § 123 Absatz 1 VwGO beantragen, dass ein Gericht einen Sachverhalt mittels einer einstweiligen Anordnung vorläufig regelt.
Von besonderer praktischer Bedeutung ist der Antrag nach § 123 VwGO etwa bei beamtenrechtlichen Konkurrentenklagen. Der Antrag zielt darauf, dass das Gericht der Behörde aufgibt, das Amt unbesetzt zu lassen, bis in der Hauptsache entschieden worden ist. Hierbei handelt es sich aufgrund des bezweckten Erhalts des status quo um eine Sicherungsanordnung. Die Regelungsanordnung zielt demgegenüber auf die vorübergehende Erweiterung des Rechtskreises des Antragstellers, etwa durch vorläufige Zulassung zu einem Studium.
Ein Antrag nach § 123 Absatz 1 VwGO ist begründet, wenn der Antragsteller einen Anordnungsanspruch und einen Anordnungsgrund gemäß § 123 Absatz 3 VwGO, § 920 Absatz 2, § 294 ZPO glaubhaft macht. Beim Anordnungsanspruch handelt es sich um das materielle Recht, das der Antragsteller in der Hauptsache durchsetzen will, etwa einen Unterlassungsanspruch. Hierbei kommt es zu einer Prüfung der Erfolgsaussichten in der Hauptsache. Ein Anordnungsgrund liegt vor, wenn die Sache besonders eilbedürftig ist. Bei der Sicherungsanordnung trifft dies zu, falls eine Veränderung des status quo dazu führen kann, dass der Kläger sein Recht in der Hauptsache nicht oder lediglich erschwert durchsetzen kann. Begehrt der Antragsteller den Erlass einer Regelungsanordnung, liegt Eilbedürftigkeit vor, falls die vorläufige Regelung zur Vermeidung von Nachteilen geboten ist.
Der Erlass der einstweiligen Anordnung darf grundsätzlich nicht dazu führen, dass die Hauptsacheentscheidung vorweggenommen wird. Dies folgt daraus, dass die abschließende Klärung des Rechtsstreits erst in der Hauptsache erfolgen soll. Dieser Grundsatz wird allerdings durch die Garantie des effektiven Rechtsschutzes eingeschränkt: in bestimmten Fällen kann eine einstweilige Anordnung nicht ergehen, ohne dass die Hauptsache vorweggenommen wird. In solchen Fällen ist die Vorwegnahme ausnahmsweise zulässig.

### Antrag nach § 47 Absatz 6 VwGO
Gemäß § 47 Absatz 6 VwGO kann ein Gericht im Rahmen eines Normenkontrollantrags eine einstweilige Anordnung erlassen.
Die Zulässigkeit eines solchen Antrags richtet sich im Wesentlichen nach der Zulässigkeit des Normenkontrollantrags. Antragsbefugnis liegt allerdings erst vor, falls der Antragssteller darlegt, dass er möglicherweise in eigenen Rechten verletzt ist und die Anordnung zur Abwehr schwerer Nachteile oder zum Schutz wichtiger Belange erforderlich ist.
Begründet ist ein Eilantrag, falls eine Anordnung zur Abwehr schwerer Nachteile oder aus anderen Gründen dringend geboten ist. Dies wird nach vorherrschender Auffassung in der Rechtswissenschaft wie bei § 32 des Bundesverfassungsgerichtsgesetzes durch eine Folgenabwägung ermittelt. Hiernach werden die Folgen des Erlasses einer Anordnung trotz Erfolglosigkeit in der Hauptsache mit den Folgen des Nichterlasses einer Anordnung trotz Begründetheit der Hauptsache gegenübergestellt und verglichen. Wiegen die Folgen des Nichterlasses einer Anordnung schwerer, ist der Antrag begründet, sodass das Gericht die Anordnung erlässt. Die tatsächlichen Erfolgsaussichten in der Hauptsache werden im Rahmen von § 47 Absatz 6 VwGO anders als bei den anderen Formen des einstweiligen Rechtsschutzes im Verwaltungsrecht grundsätzlich nicht berücksichtigt. Lediglich bei Offenkundigkeit des Ergebnisses berücksichtigt das Gericht diese.

## Rechtsmittel
Teil III der VwGO enthält Bestimmungen über Rechtsmittel gegen Gerichtsentscheidungen, insbesondere die Berufung zum Oberverwaltungsgericht und die Revision zum Bundesverwaltungsgericht, doch auch zur Wiederaufnahme eines abgeschlossenen Verfahrens. Die Berufung richtet sich auf die erneute rechtliche und tatsächliche Überprüfung eines Urteils. Die Revision beschränkt sich demgegenüber auf die Klärung von Rechtsfragen. Gegen andere Gerichtsentscheidungen ist gemäß § 146 VwGO die Beschwerde statthaft.
Gemäß § 152a VwGO kann ein Beteiligter weiterhin Anhörungsrüge erheben, falls er in seinem Recht auf rechtliches Gehör (Art. 103 Absatz 1 GG) verletzt wurde.
Teil IV der VwGO enthält Vorschriften zu den Kosten des Verfahrens und zur Durchsetzung (Vollstreckung) von Urteilen.

### Lehrbücher
- Harald Hofmann, Uta Hildebrandt, Susanne Gunia, Christian Zeissler: Allgemeines Verwaltungsrecht mit  Bescheidtechnik, Verwaltungsvollstreckung und Rechtsschutz. 12. Auflage, 2022, Kohlhammer, ISBN 978-3-555-02258-1.
- Friedhelm Hufen: Verwaltungsprozessrecht. 10. Auflage. C. H. Beck, München 2016, ISBN 978-3-406-69552-0.
- Mario Martini: Verwaltungsprozessrecht und Allgemeines Verwaltungsrecht: systematische Darstellung in Grafik-Text-Kombination. 6. Auflage. Franz Vahlen, München 2017, ISBN 978-3-8006-4998-3.
- Thorsten Ingo Schmidt: Fallrepetitorium Allgemeines Verwaltungsrecht mit VwGO. 2. Auflage. C.F. Müller, Heidelberg 2014, ISBN 978-3-8114-3438-7.
- Edgar Bosch, Jörg Schmidt, Rolf Vondung: Praktische Einführung in das verwaltungsgerichtliche Verfahren. 9. Auflage. Kohlhammer, Stuttgart 2012, ISBN 978-3-17-021843-7.
- Horst Suckow, Holger Weidemann: Allgemeines Verwaltungsrecht und Verwaltungsrechtsschutz. 15. Auflage. Deutscher Gemeindeverlag, Stuttgart 2007, ISBN 978-3-555-01394-7.
- Thomas Mann, Volker Wahrendorf: Verwaltungsprozessrecht. 4. Auflage. Franz Vahlen, München 2015, ISBN 978-3-8006-4172-7.
- Wolf-Rüdiger Schenke: Verwaltungsprozessrecht. 15. Auflage. C. F. Müller, Heidelberg 2017, ISBN 978-3-8114-4548-2.
- Mike Wienbracke: Verwaltungsprozessrecht. C.F. Müller, 2. Auflage 2014, ISBN 978-3-8114-7080-4.
- Thomas Würtenberger: Verwaltungsprozessrecht: Ein Studienbuch, Rechtsstand:. 3. Auflage. C. H. Beck, München 2011, ISBN 978-3-406-60603-8.

### Kommentare
- Johann Bader, Michael Funke-Kaiser, Thomas Stuhlfauth, Jörg von Albedyll: Verwaltungsgerichtsordnung. 6. Auflage. Hüthig Jehle Rehm, Heidelberg 2014, ISBN 978-3-8114-6042-3.
- Erich Eyermann (Hrsg.): Verwaltungsgerichtsordnung: Kommentar. 14. Auflage. C. H. Beck, München 2014, ISBN 978-3-406-66567-7.
- Michael Fehling, Berthold Kastner, Rainer Störmer (Hrsg.): Verwaltungsrecht: VwVfG, VwGO, Nebengesetze: Handkommentar. 4. Auflage. Nomos, Baden-Baden 2016, ISBN 978-3-8487-2501-4.
- Ferdinand Kopp, Wolf-Rüdiger Schenke: Verwaltungsgerichtsordnung: Kommentar. 23. Auflage. C. H. Beck, München 2017, ISBN 978-3-406-70767-4.
- Herbert Posser, Heinrich Amadeus Wolff (Hrsg.): Beck’scher Online-Kommentar VwGO, 44. Edition. C. H. Beck, München 2018.
- Konrad Redeker, Hans-Joachim von Oertzen (Hrsg.): Verwaltungsgerichtsordnung: Kommentar. 16. Auflage. Kohlhammer, Stuttgart 2014, ISBN 978-3-17-025397-1.
- Helge Sodan, Jan Ziekow (Hrsg.): Verwaltungsgerichtsordnung: Großkommentar. 4. Auflage. Nomos, Baden-Baden 2014, ISBN 978-3-8487-0318-0.
- Hans-Peter Vierhaus: Beweisrecht im Verwaltungsprozess. C. H. Beck, München 2011, ISBN 978-3-406-62025-6.
- Peter Wysk (Hrsg.): Verwaltungsgerichtsordnung. 2. Auflage. C. H. Beck, München 2016, ISBN 978-3-406-69011-2.
- Heinrich Wolff, Andreas Decker: Verwaltungsgerichtsordnung (VwGO), Verwaltungsverfahrensgesetz (VwVfG): Studienkommentar. 3. Auflage. C. H. Beck, München 2012, ISBN 978-3-406-62803-0.